# Felipe Mendes de Oliveira
Felipe Mendes de Oliveira (Simplício Mendes, 19 de abril de 1949) é um economista, professor e político brasileiro filiado ao Progressistas (PP). Exerceu três mandatos de deputado federal pelo Piauí, estado onde foi vice-governador.

## Biografia

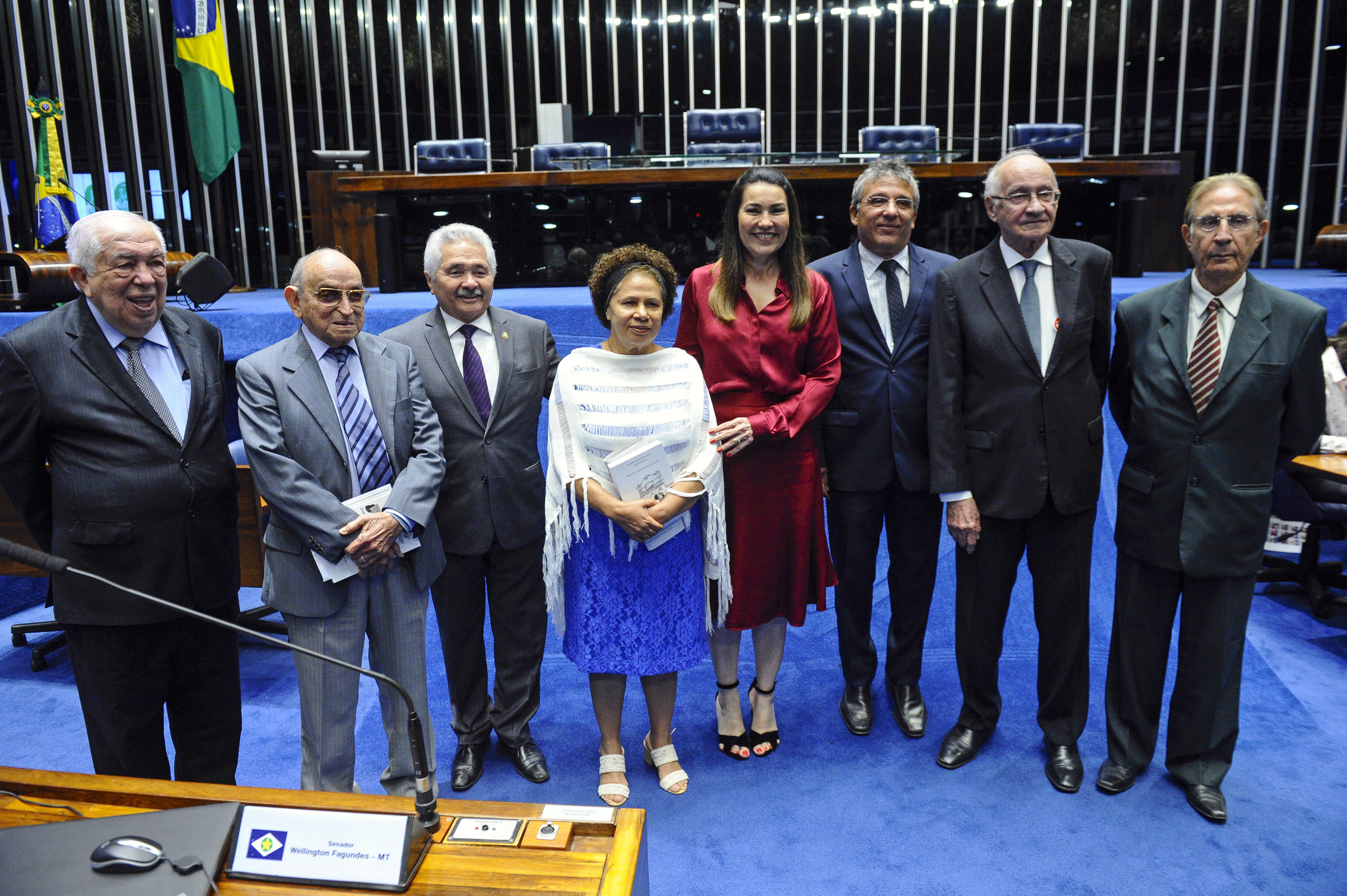
Felipe Mendes, no plenário do Senado Federal, em 21 de maio de 2018, durante sessão solene do Congresso Nacional destinada à comemoração do centenário da Academia Piauiense de Letras, o segundo da esquerda para a direita.

Filho de Joaquim Mendes de Oliveira e Isabel Elisa de Oliveira. Formado em Economia pela Universidade Federal do Ceará com pós-graduação em Consultoria Industrial junto à Superintendência de Desenvolvimento do Nordeste. Sua estreia na vida pública aconteceu no governo Dirceu Arcoverde como secretário de Fazenda e depois secretário de Planejamento, mantendo este último cargo durante o governo Lucídio Portela.
Pró-reitor de Planejamento da Universidade Federal do Piauí e assessor da SUDENE a partir de 1983, foi eleito deputado federal pelo PDS em 1986 e participou da elaboração da Constituição de 1988. Primeiro suplente de deputado federal em 1990, foi convocado a exercer o mandato quando  Átila Lira foi secretário de Educação no governo Freitas Neto, a quem serviria como secretário extraordinário de Programas Especiais durante o primeiro semestre de 1992.
Reeleito deputado federal pelo PPR em 1994, foi candidato a vice-governador chapa de Hugo Napoleão pelo PPB em 1998. Derrotada em segundo turno por uma estreita margem de votos, a chapa da coligação Avança Piauí ascendeu ao poder em 19 de novembro de 2001, dias após o Tribunal Superior Eleitoral cassar o governador Mão Santa e o vice-governador Osmar Júnior por abuso do poder político e econômico. A seguir foi secretário de Planejamento por cinco meses.
Candidato a deputado estadual em 2002, obteve uma suplência. Foi secretário municipal de Planejamento e depois secretário municipal de Finanças nos dois mandatos do prefeito Silvio Mendes em Teresina. Durante os três primeiros meses do governo Moraes Souza Filho retornou ao cargo de secretário de Planejamento e esteve à frente da Companhia de Desenvolvimento dos Vales do São Francisco e do Parnaíba (CODEVASF) no segundo mandato da presidente Dilma Rousseff.